# Eleotris pellegrini
Eleotris pellegrini is een  straalvinnige vissensoort uit de familie van slaapgrondels (Eleotridae). De wetenschappelijke naam van de soort is voor het eerst geldig gepubliceerd in 1984 door Maugé.
De soort staat op de Rode Lijst van de IUCN als Gevoelig, beoordelingsjaar 2004.